# 克羅恩航空
克羅恩航空（挪威語：Krohn Air AS）是挪威一家已結業的區域性虛擬航空公司，主要航線往返於莫爾德機場和特隆赫姆機場之間。該航空於2010年北歐航空退出莫爾德－特隆赫姆航線後成立，目標客群為商務人士，每日有兩個往返航班，於清晨起飛。
克羅恩航空最初使用斯堪地那維亞太陽航空所有的多尼爾328型飛機，隨後該航空購買一架英國宇航捷流32型客機，並開始自莫爾德機場往返卑爾根弗萊斯蘭機場和斯塔萬格機場，但航線因載客量不足而被終止。2011年，航班業務被轉移至挪威直升機營運商直升機運輸公司；2013年春季，航班業務再次被轉移至荷蘭AIS航空，其使用兩架捷流32型客機。克羅恩航空於2013年3月開闢奧勒松維格拉機場飛往特隆赫姆的航班，但於同年9月停飛。2014年2月4日，克羅恩航空停止營運。

## 歷史
2010年1月31日，北歐航空終止自挪威莫爾德和特隆赫姆之間的航班，而克羅恩航空於同年2月3日開始在原本的航線上營運，使用向斯堪地那維亞太陽航空濕租的多尼爾328型飛機。克羅恩航空由挪威當地商人克勞斯·克羅恩（Claus Krohn）建立並全資持有，當時他已76歲。北歐航空於2011年表示，他們並不後悔關閉該條航線，因為以該公司的營運規模，該條航線每年至少需要2萬名乘客的運量，而克羅恩航空使用較小型的飛機，因此可以較低的運量生存。
2010年6月28日，北歐航空的莫爾德－卑爾根航線由挪威威德羅航空接管，但每日的首班飛機起飛時間自上午06：45更改至08：55。而克羅恩航空認為這是提供莫爾德至卑爾根商務航班的市場機會，該公司甫自斯堪地那維亞太陽航空購買一架捷流32型客機，原計畫將其用於克里斯蒂安松機場至特隆赫姆的新航線，但在威德羅航空於2011年正式開通航線後，克羅恩航空宣布新購入的捷流32將用於莫爾德至卑爾根的航線（於2010年8月通航）。2010年9月7日，克羅恩航空宣布將於同月20日開通莫爾德至斯塔萬格機場的航線，但該航線於同年11月19日因乘客量過少而被終止，並同時停止了卑爾根的航線。
克羅恩航空原向斯堪地那維亞太陽航空租賃和購買多尼爾328和捷流兩架飛機，但後來決定以承租的方式進行，多尼爾328被賣回斯堪地那維亞太陽航空，捷流則被售予直升機營運商直升機運輸公司，後者接管了航線的營運（於2013年春季轉移至AIS航空）。而克羅恩航空則為購買多尼爾328和捷流32分別分別支付2,100萬和950萬挪威克朗，但該公司與斯堪地那維亞太陽航空就多尼爾328的價格產生分歧，雙方最終於法庭上和解，其也導致克羅恩航空損失1,300萬挪威克朗。
2010年，克羅恩航空總載客量約1.4萬人，營收為1,700萬挪威克朗，財務狀況為收支平衡。2011年2月14日，克羅恩航空將莫爾德－特隆赫姆的航線由周一至周四的每日兩班增加至每日四班，但之後因自2010至2012年間該公司累計虧損達330萬挪威克朗，航班次數又縮減至原始的每日兩班。克羅恩航空又於2013年3月3日開通奧勒松維格拉機場至特隆赫姆的航線，但於同年9月13日終止，該航空表示其每航班因缺少兩到三名乘客而無法達成收支平衡，航空公司於該年的營收為1,900萬挪威克朗。2014年2月4日，克羅恩航空停止所有航線的營運，並於次日申請破產，而威德羅航空則於同年9月1日開始於原莫爾德－特隆赫姆航線上營運。

## 企業業務
克羅恩航空為虛擬航空公司，由荷蘭AIS航空負責營運和執飛一架捷流32，提供每日兩班往返於莫爾德機場、特隆赫姆機場之間的航班。截至2013年，創始人克勞斯·克羅恩（Claus Krohn）擁有克羅恩航空90％的股份，而飛行員羅伊·烏倫（Roy Uren）則是共同擁有者。

## 航點
| 城市     | IATA | ICAO | 機場               | 通航期       |
| -------- | ---- | ---- | ------------------ | ------------ |
| 奧勒松   | AES  | ENAL | 奧勒松維格拉機場   | 2013年       |
| 卑爾根   | BGO  | ENBR | 卑爾根弗萊斯蘭機場 | 2010年       |
| 莫爾德   | MOL  | ENML | 莫爾德機場         | 2010－2014年 |
| 斯塔萬格 | SVG  | ENZV | 斯塔萬格機場       | 2010年       |
| 特隆赫姆 | TRD  | ENVA | 特隆赫姆機場       | 2010－2014年 |

## 外部連結
- 官方网站（挪威文）